# Sebastiaan Stöteler
T.S.M. (Sebastiaan) Stöteler (Almelo, 18 november 1983) is een Nederlands politicus namens de Partij voor de Vrijheid (PVV) en gerechtsdeurwaarder. Sinds 16 juli 2024 is hij lid van het Europees Parlement. Voor zijn lidmaatschap van het Europees Parlement was hij is vanaf 2018 lid van de gemeenteraad van Almelo en vanaf december 2022 ook van de Provinciale Staten van Overijssel.

## Jeugd, opleiding en maatschappelijke loopbaan
Stöteler is geboren en getogen in Almelo. Hij volgde er basisonderwijs op De Vrije School en ging er naar de havo op de CSG Het Noordik. Hij heeft HBO-Rechten gestudeerd aan de Hogeschool Utrecht. Van 2002 tot 2008 was hij werkzaam als executiespecialist en sinds 2008 als toegevoegd gerechtsdeurwaarder bij GGN Mastering Credit NV en enkele dochterondernemingen.

## Politiek
In 2016 solliciteerde Stöteler bij Geert Wilders van de Partij voor de Vrijheid (PVV) op een vacature gemeenteraadslid Almelo. Ter voorbereiding werkte hij in 2017 een half jaar als beleidsmedewerker voor de PVV-fractie in de Provinciale Staten van Overijssel. Hij werd voorzitter van de Stichting Ondersteuning Gemeentelijke Fractie Almelo PVV (onbetaald).
Vanaf maart 2018 was hij namens de PVV gemeenteraadslid en voorzitter van de tweemansfractie in Almelo en vanaf december 2022 Statenlid en voorzitter van de tweemansfractie in de provincie Overijssel. In de Provinciale Staten was hij voor de partij woordvoerder Bestuur & Financiën, Landbouw & Natuur, Milieu & Energie en Ruimte & Water. Ook was hij commissievoorzitter van de agendacommissie.
Stöteler stond onder andere op de kandidatenlijst van de PVV voor de Eerste Kamerverkiezingen van 2019 en op de kandidatenlijst van de PVV voor de Tweede Kamerverkiezingen van 2021. Ook was hij lijsttrekker van de PVV voor de Europese verkiezingen van 2024. Sinds 16 juli 2024 is hij lid van het Europees Parlement, en heeft hij zijn taken als gemeenteraadslid en Statenlid neergelegd.
Stöteler denkt van zichzelf dat zijn kracht er in ligt goed te kunnen inschatten hoe wetten in de praktijk uitpakken. Hij bestrijdt dat de PVV mensen wil uitsluiten, hij is 'alleen tegen de islamisering'.

### Standpunten
Anders dan Geert Wilders zijn kiezers en de Nederlandse coalitiepartners beloofde, zet Stöteler de extreme PVV-programmapunten niet "in de ijskast", ofwel standpunten die controversieel zijn of strijdig met de beginselen van de rechtsstaat. Stöteler draagt zonder beperking het partijstandpunt uit dat de islam een totalitaire ideologie is die thuishoort in het rijtje van fascisme, nazisme en communisme. Hij schrijft er van overtuigd te zijn dat de islam de grootste bedreiging is "voor onze gewoonten, manieren, cultuur en vrijheid" en wil moskeeën en asielzoekerscentra sluiten.
Tijdens de campagne voor de gemeenteraadsverkiezingen van 2018 noemde Stöteler de bijstand een 'allochtonen-uitkering' en de stikstofcrisis wijt hij aan de 'massa-immigratie'.
Malik Azmani (VVD) · 
Jeannette Baljeu (VVD) · 
Tom Berendsen (CDA) ·
Brigitte van den Berg (D66) ·
Rachel Blom (PVV) · 
Anouk van Brug (VVD) · 
Mohammed Chahim (PvdA) · 
Ton Diepeveen (PVV) · 
Marieke Ehlers (PVV) · 
Bas Eickhout (GL) ·
Raquel García Hermida-van der Walle (D66) ·
Gerben-Jan Gerbrandy (D66) ·
Dirk Gotink (NSC) ·
Bart Groothuis (VVD) ·  
Anja Hazekamp (PvdD) · 
Sebastian Kruis (PVV) · 
Ingeborg ter Laak (CDA) ·
Reinier van Lanschot (Volt) ·
Jessika van Leeuwen (BBB) · 
Jeroen Lenaers (CDA) ·
Marit Maij (PvdA) · 
Thijs Reuten (PvdA) · 
Bert-Jan Ruissen (SGP) · 
Sander Smit (BBB) · 
Kim van Sparrentak (GL) ·
Sebastiaan Stöteler (PVV) · 
Tineke Strik (GL) ·
Anna Strolenberg (Volt) ·
Catarina Vieira (GL) ·
Lara Wolters (PvdA) · 
Auke Zijlstra (PVV)
de delegatieleiders staan vet weergegeven
- Parlement.com: vlfkbfyg5arl